# Ordre des avocats de Clermont-Ferrand
Barreau de Clermont-Ferrand
L'ordre des avocats de Clermont-Ferrand, ou barreau de Clermont-Ferrand, est attesté comme institution dès le milieu du XVIIe siècle.

## Historique
Les chefs de l'ordre sont connus de façon continue depuis le milieu du XVIIIe siècle. Dans un premier temps le titre de syndic est utilisé. Le doyen de l'ordre occupe cette fonction qui devient ensuite élective ou nominative selon les époques. Entre 1769 et 1772, à la faveur de la réforme des conseils supérieurs le titre de bâtonnier est adopté à l'image de celui utilisé au barreau de Paris. Le barreau de Clermont-Ferrand, est supprimé par la Révolution en 1790 mais se rétablit dès 1809, avant même la restauration institutionnelle de Napoléon Ier en 1810.

## Organisation

### Chefs de l'ordre[2]
| Syndics : date d'entrée en fonction | Syndics : Nom                  |
| ----------------------------------- | ------------------------------ |
| 1702                                | David Dufour de Villeneuve     |
| ...                                 |                                |
| 1741                                | Claude Chamaret                |
| mai 1745                            | Antoine Beuf                   |
| mai 1747                            | Bernard Tournadre              |
| 16 mai 1750                         | Pierre-Paul Artaud             |
| 18 mai 1752                         | Claude-Isaac Amariton          |
| 16 mai 1755                         | Annet Barthomyvat des Paleines |
| 18 mai 1758                         | Pierre Tixier                  |
| 17 mai 1761                         | Claude Chamaret                |
| 16 mai 1762                         | Nicolas Marnat                 |
| 12 mai 1765                         | Antoine Beuf                   |
| 25 février 1766                     | Fonctions vacantes             |
| 11 mai 1766                         | Etienne Amblard                |

### Bâtonniers
- 1769 : Dominique Magaud
- 26 mai 1772 : Jean-François Bohet
- 23 mai 1775 : N... Petit
- 14 mai 1778 : Antoine Prévost de Ravel
- 11 janvier 1780 : Fonctions vacantes
- 21 mai 1781 : Pierre Tixier
- 25 mai 1782 : Dominique Magaud
- 9 juillet 1785 : Pierre Tixier
- 26 août 1786 : Antoine Bergier
- 24 juin 1789 : Pierre Gaultier

1790Dissolution de l'ordre

#### Après la reconstitution
Ordre rétabli en 1804.
- 6 mars 1809 : Pierre Gaultier[réf. souhaitée],[Information douteuse]
- 21 avril 1809 : Jacques Joseph d'Artis de Marcillac
- 1811 : Antoine Bergier
- 26 avril 1823 : Antoine Boirot
- 23 mars 1831 : Fonctions vacantes
- 26 avril 1831 : Joseph Jeudy-Dumonteix
- 24 avril 1832 : Fonctions vacantes
- 12 mai 1832 : François Gaultier de Biauzat
- 21 novembre 1838 : Hugues Michel
- 21 août 1843 : Antoine Jouvet
- 19 août 1844 : Hugues Michel
- 25 août 1845 : Junius Verdier de Latour
- 14 août 1847 : Antoine Jouvet
- 1er décembre 1849 : Junius Verdier de Latour
- 27 août 1850 : Antoine Jouvet
- 25 novembre 1857[4] : Antoine Jouvet
- 23 novembre 1859 : Antoine Montader
- 21 novembre 1862 : Jacques Mège
- 15 novembre 1864 : Antoine Jouvet
- 29 décembre 1868 : Fonctions vacantes du fait du décès d'Antoine Jouvet
- 9 février 1869[5] : Victor Astaix
- 22 novembre 1870 : Agénor Bardoux
- 27 novembre 1871[6] : Agénor Bardoux
- 9 novembre 1872[7] : Victor Astaix
- 1er décembre 1874[8] : François Gervais Desmanèches
- 31 août 1876 : Fonctions vacantes du fait du décès de François Gervais Desmanèches
- 27 novembre 1876[9] : André Moinier
- 16 novembre 1878[10] : Félix Chaudessolle
- 15 novembre 1879[11] : Félix Chaudessolle
- 15 novembre 1880[12] : Antoine-Maurice Eymard
- 19 novembre 1882[13] : Gabriel Lébraly
- 17 novembre 1883[14] : Gabriel Lébraly
- 14 novembre 1884[15] : Félix Chaudessolle
- 23 novembre 1885[16] : Félix Chaudessolle
- 17 novembre 1886[17] : Henri Petitjean Roget
- 18 novembre 1887[18] : Henri Petitjean Roget
- 5 novembre 1888[19] : Félix Chaudessolle
- 22 novembre 1889[20] : Félix Chaudessolle
- 10 novembre 1890[21] : Gilbert Sicard
- 21 novembre 1891[22] : Gilbert Sicard
- 12 novembre 1892[23] : Henri Tallon
- 17 novembre 1893[24] : Henri Tallon
- 20 novembre 1894[25] : Michel Colombier
- 17 novembre 1895[26] : Michel Colombier
- 27 novembre 1896[27] : Joseph Vignancour
- 12 novembre 1897[28] : Joseph Vignancour
- 15 novembre 1898[29] : Maurice Féron
- 28 novembre 1899[30] : Maurice Féron
- 13 novembre 1900[31] : Félix Chaudessolle
- 16 novembre 1901[32] : Félix Chaudessolle
- 14 novembre 1902[33] : Gilbert Sicard
- 3 novembre 1903[34] : Gilbert Sicard
- 14 novembre 1904[35] : Charles Lucien Lecoq
- 3 novembre 1905[36] : Charles Lucien Lecoq
- 13 novembre 1906[37] : Eugène Lébraly
- 5 novembre 1907[38] : Eugène Lébraly
- 6 novembre 1908[39] : Casimir Pajot
- 14 octobre 1910[40] : Henri Tallon
- 11 octobre 1912[41] : Jean Henri Tamisier
- 16 juillet 1913[42] : Jean Henri Tamisier
- 15 juillet 1914[43] : Michel Colombier
- 17 juillet 1919[44] : Joseph Vignancour
- 30 juin 1920[45] : Joseph Vignancour
- 16 juillet 1921[46] : Marius Billy
- 11 juillet 1922[47] : Marius Billy
- 11 juillet 1923[48] : Eugène Lébraly
- 12 juillet 1924[49] : Roger Lambert
- 11 juillet 1925[50] : Roger Lambert
- 10 juillet 1926[51] : Joseph Vignancour
- 13 juillet 1927[52] : Joseph Vignancour
- 10 juillet 1928[53] : Georges Blanc
- 9 juillet 1929[54] : Georges Blanc
- 8 juillet 1930[55] : Marius Billy
- 4 juillet 1931[56] : Marius Billy
- 8 juillet 1932[57] : Edmond Pialoux
- 26 juillet 1933[58] : Edmond Pialoux
- 6 juillet 1934[59] : Roger Lambert
- 13 juillet 1935[60] : Roger Lambert
- 11 juillet 1936[61] : Antonin Planche
- 5 juillet 1937[62] : Antonin Planche
- 11 juillet 1938 : Pierre Pons
- 7 juillet 1945 : Pierre Vignancour
- 5 juillet 1947 : Jean Robin
- 12 juillet 1949 : Marc Bourdier
- 2 juillet 1951 : Maurice Pradat
- 6 juillet 1953 : Dominique Audollent
- 4 juillet 1955 : Henri Rochat
- 5 juillet 1957 : Marcel Berthon
- 6 juillet 1959 : Marc Vermynck
- 6 juillet 1961 : Pierre Vignancour
- 8 juillet 1963 : Charles Rauzier
- 5 juillet 1965 : Jacques Maignon
- 3 juillet 1967 : Maurice Pialoux
- 2 juillet 1969 : Henri Tallon
- 1er juillet 1971 : André Fallotin
- 1er janvier 1975 : Louis Garola-Giuglaris
- 1er janvier 1977 : François Gidon
- 1er janvier 1979 : Roger Jourde
- 1er janvier 1981 : François Vignancour
- 1er janvier 1983 : Henry Meyzonnade
- 1er janvier 1985 : Yves Dousset
- 1er janvier 1987 : Gilles-Jean Portejoie
- 1er janvier 1989 : Jean Dumolin du Fraisse
- 1er janvier 1991 : Jean-François Jaubourg
- 1er janvier 1993 : Paul Herman
- 1er janvier 1995 : François David
- 1er janvier 1997 : Jean-François Gladel
- 1er janvier 1999 : Jean-Louis Borie
- 1er janvier 2001 : Denis Reboul-Salze
- 1er janvier 2003 : Olivier François
- 1er janvier 2005 : Michel Lacroix
- 1er janvier 2007 : Martine Ardaillon
- 1er janvier 2009 : Jean-Luc Gaineton
- 1er janvier 2011  : Henri Arsac
- 1er janvier 2013  : Claude Savary
- 1er janvier 2015  : Frédéric Franck
- 1er janvier 2017  : Maud Vian
- 1er janvier 2019 : Philippe Gatignol
- Depuis 2021 : Laurent Rauzier[63]